# Okręg wyborczy West Worcestershire
Okręg wyborczy West Worcestershire istniał w latach 1832-1885 i wysyłał wówczas do Izby Gmin dwóch deputowanych, we współczesnej postaci powstał w 1997 roku i wysyła do brytyjskiej Izby Gmin jednego deputowanego. Okręg obejmuje dystrykt Malvern Hills oraz część dystryktu Wychavon w hrabstwie Worcestershire.

## Deputowani do brytyjskiej Izby Gmin z okręgu West Worcestershire (od 1997)
- 1997-2010: Michael Spicer, Partia Konserwatywna[1]
- 2010-    : Harriett Baldwin, Partia Konserwatywna[2]